# Мюнстер/Оснабрюк (аэропорт)
Международный аэропорт Мюнстер/Оснабрюк (ИАТА: FMO, ИКАО: EDDG) нем. Flughafen Münster/Osnabrück) — небольшой международный аэропорт в немецкой земле Северный Рейн-Вестфалия. Он расположен недалеко от Гревена, в 25 км к северу от Мюнстера и в 35 км к югу от Оснабрюка. Аэропорт обслуживает территорию северной части Рургебита, западной и юго-западной Нижней Саксонии, Эмсланда, Вестфалии и некоторых районов Нидерландов.

## История

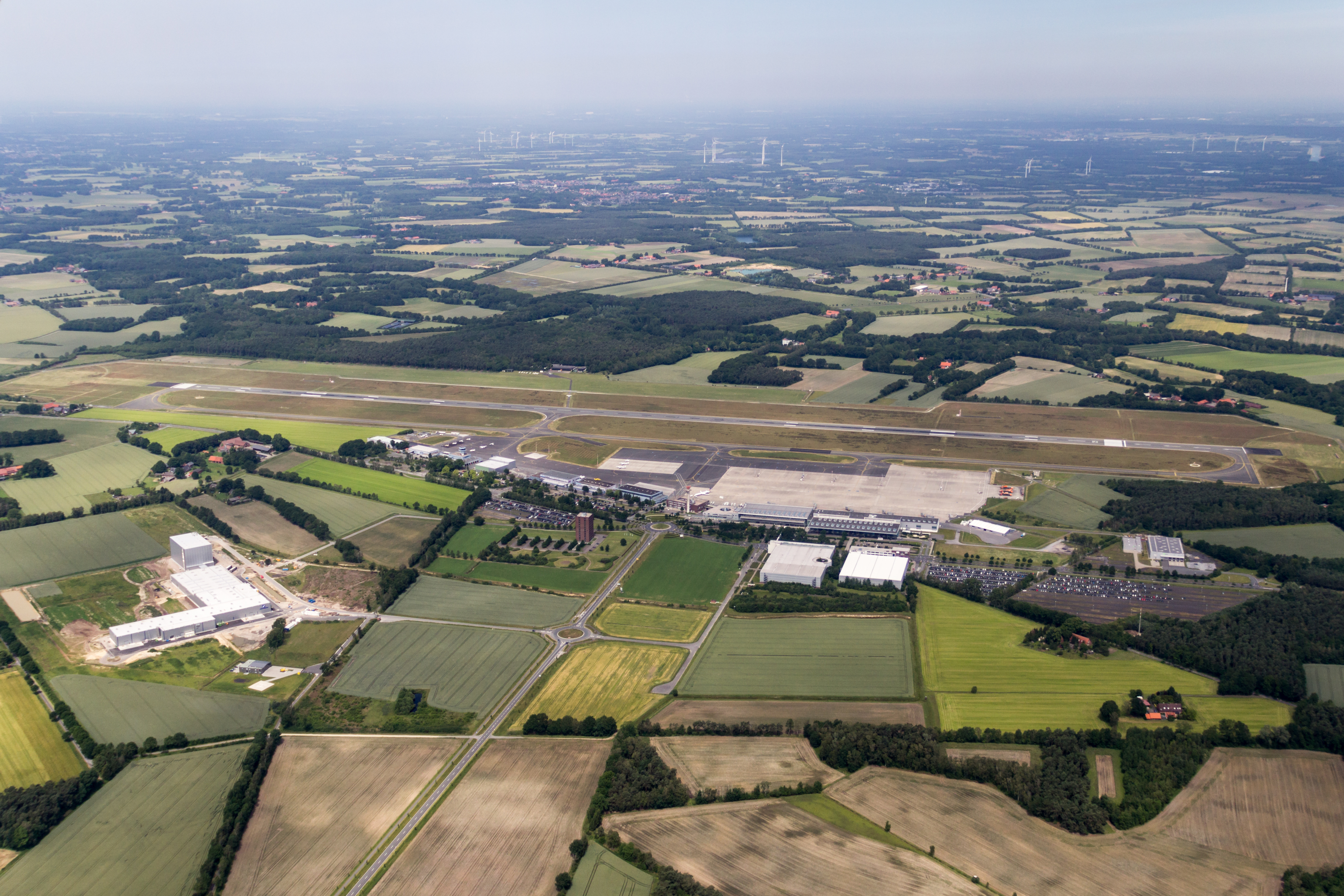
Аэропорт с воздуха

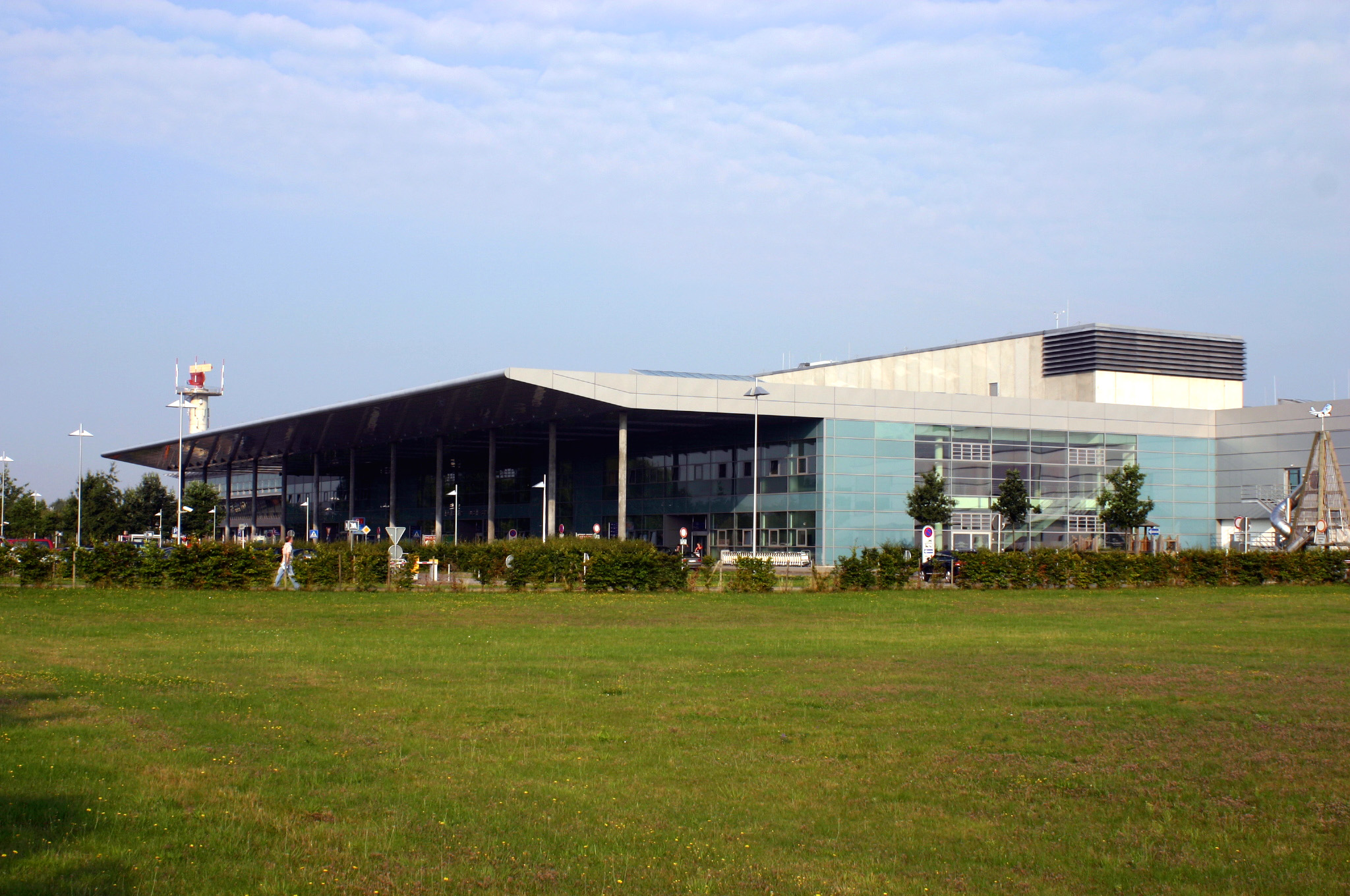
Терминал II

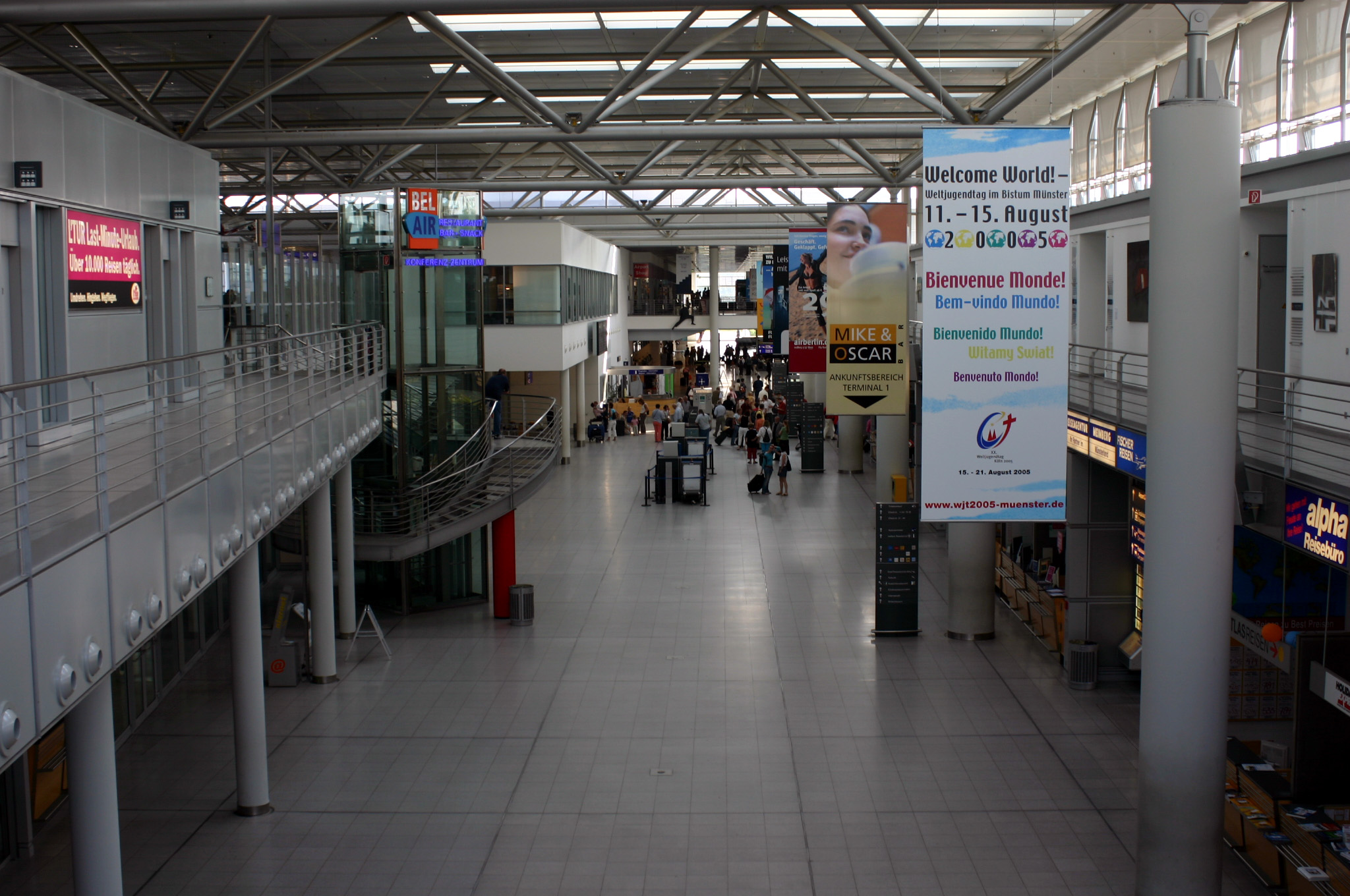
Холл терминала I

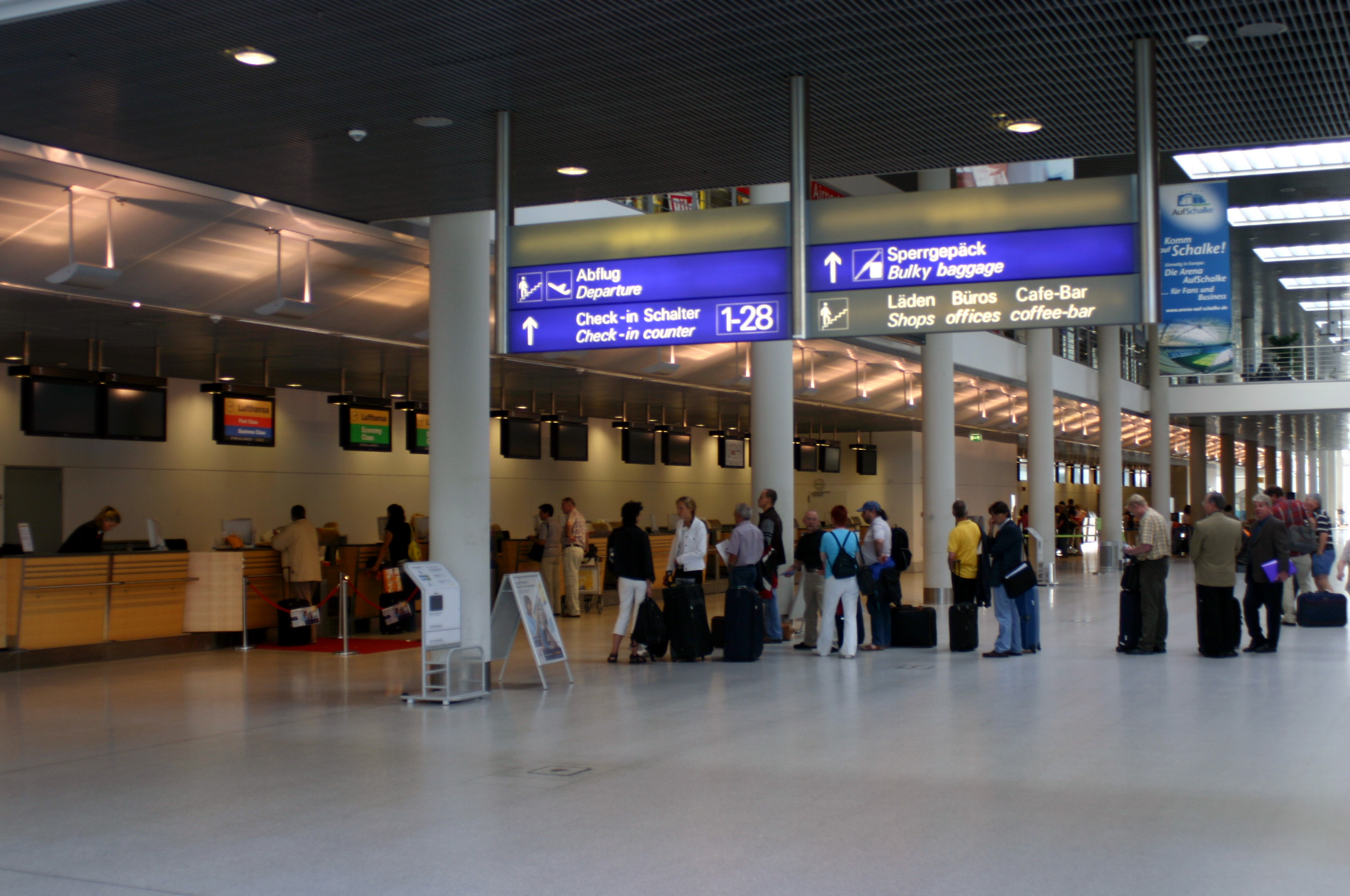
Зона регистрации в терминале II

### Ранние годы
21 декабря 1966 года в городах Мюнстер, Оснабрюк и Гревен, а также в районах Мюнстер и Теккленбург была основана компания «Münster/Osnabrück Airport GmbH».
В середине 1967 года немецкие власти обратились к британской армии за помощью в строительстве аэродрома для обслуживания района Мюнстер-Оснабрюк. В Гревене существовала взлетно-посадочная полоса, но это место было густо покрыто лесом и находилось в нескольких сотнях метров от канала Дортмунд-Эмс, который подвергся бомбардировке во время Второй мировой войны и где могли быть неразорвавшиеся бомбы. К марту 1968 года было согласовано, что британская армия очистит и выровняет территорию длиной 2120 метров, шириной от 400 до 500 метров и создаст основу из чистого песка длиной 1520 метров и шириной 50 метров для взлетно-посадочной полосы, которая будет использоваться самолетами Trident. Работа началась в апреле 1968 года. Проектом управляли 16 Королевских инженеров.
24 сентября 1968 года земля Северный Рейн-Вестфалия получила разрешение на начало строительства терминала. Построены перрон и взлетно-посадочная полоса длиной 2000 м. 
Несмотря на множество проблем, проект был завершен 30 июня 1969 года, в течение нескольких дней после запланированной даты. В знак признания причастности британской армии немцы подарили полку планер Ка-7 и дали ему почетное членство в клубе планеристов Гревена. После пяти лет строительства аэропорт Мюнстер/Оснабрюк был официально открыт 27 марта 1972 года.
Первый чартерный рейс из аэропорта Мюнстер/Оснабрюк в Пальма-де-Майорка состоялся в 1973 году.

## Последующие развитие
29 октября 1984 г. British Airways начала обслуживать маршрут из Берлина в Мюнстер/Оснабрюк самолетом BAC Super One-Eleven; это были первые регулярные полеты реактивных самолетов из аэропорта. Мюнстер/Оснабрюк получил статус международного аэропорта в 1986 году.
Новое здание аэровокзала, способное вместить большее количество пассажиров, было открыто в 1995 году; новый Терминал 2 был открыт в 2002 году.
Аэропорт намеревался удлинить взлётно-посадочную полосу до 3600 метров для привлечения межконтинентальных рейсов. Этот план вызвал протесты защитников окружающей среды, поскольку расширение нанесет ущерб природной территории Эльтингмюленбаха. На первом этапе взлетно-посадочная полоса будет увеличена до 3000 метров. Это стоило бы около 60 миллионов евро. План был утвержден в 2004 году. Первоначально работы планировалось начать в декабре 2006 года. Однако, среди прочего, Naturschutzbund Deutschland подала иск против расширения. В мае 2011 года Высший административный суд в Мюнстере принял решение против расширения из-за ошибок, допущенных в проекте.
План по соединению аэропорта с автобаном А1 был реализован в ноябре 2010 года.

## Характеристики
В аэропорту есть одно современное здание пассажирского терминала, которое разделено на Терминал 1 для прилета и Терминал 2 для вылета. На первом уровне расположены помещения для регистрации, а также туристические агентства, на верхнем уровне есть воздушная зона, а также несколько магазинов, ресторанов и терраса для посетителей. Перрон оборудован пятью стоянками для самолетов, которые оборудованы реактивными мостиками и могут использоваться для самолетов среднего размера, таких как семейство Boeing 737 и Airbus 320, вплоть до Boeing 757. На перроне также есть несколько стоек для посадки на автобусы.

## Авиакомпании и направления

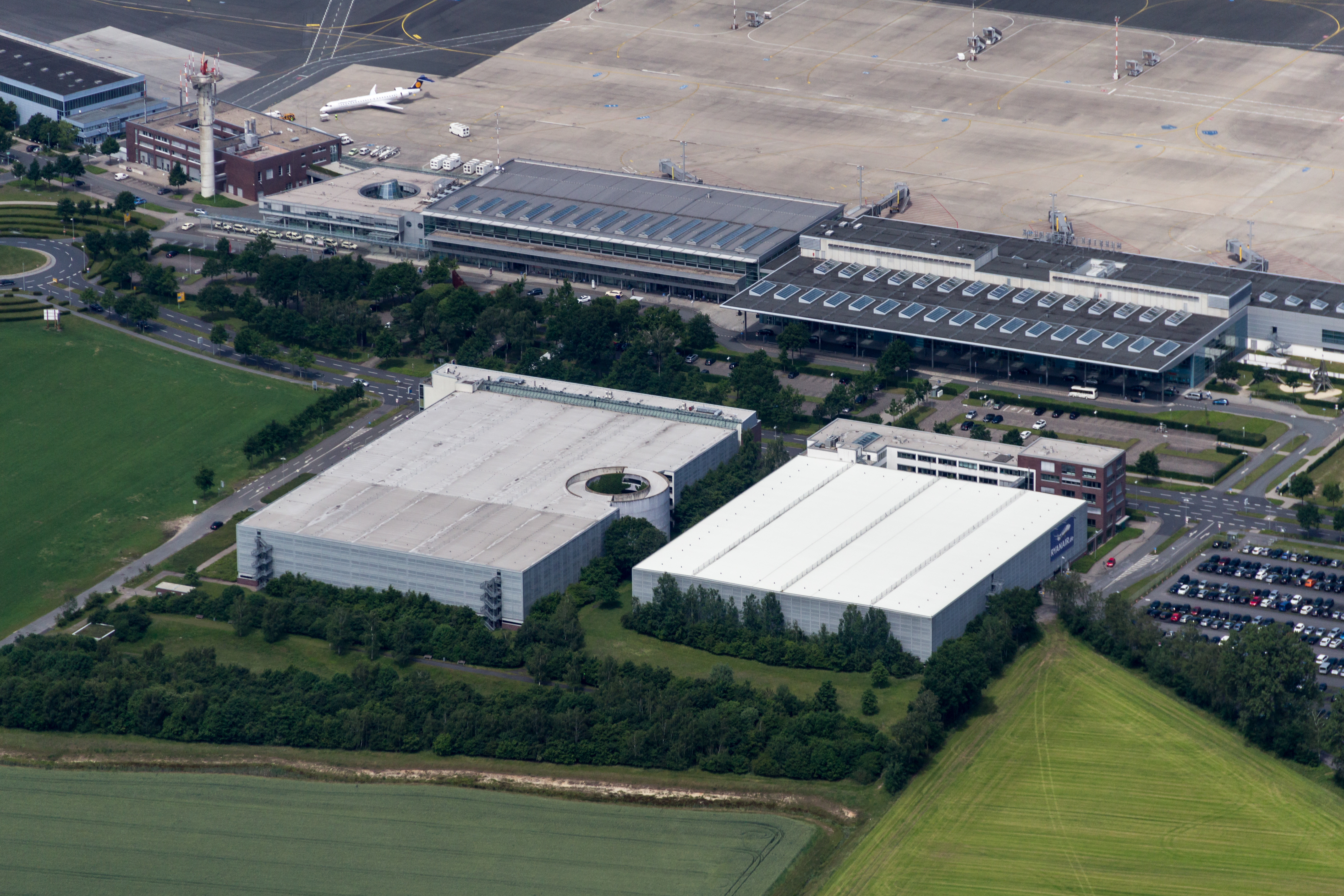
Основной терминал

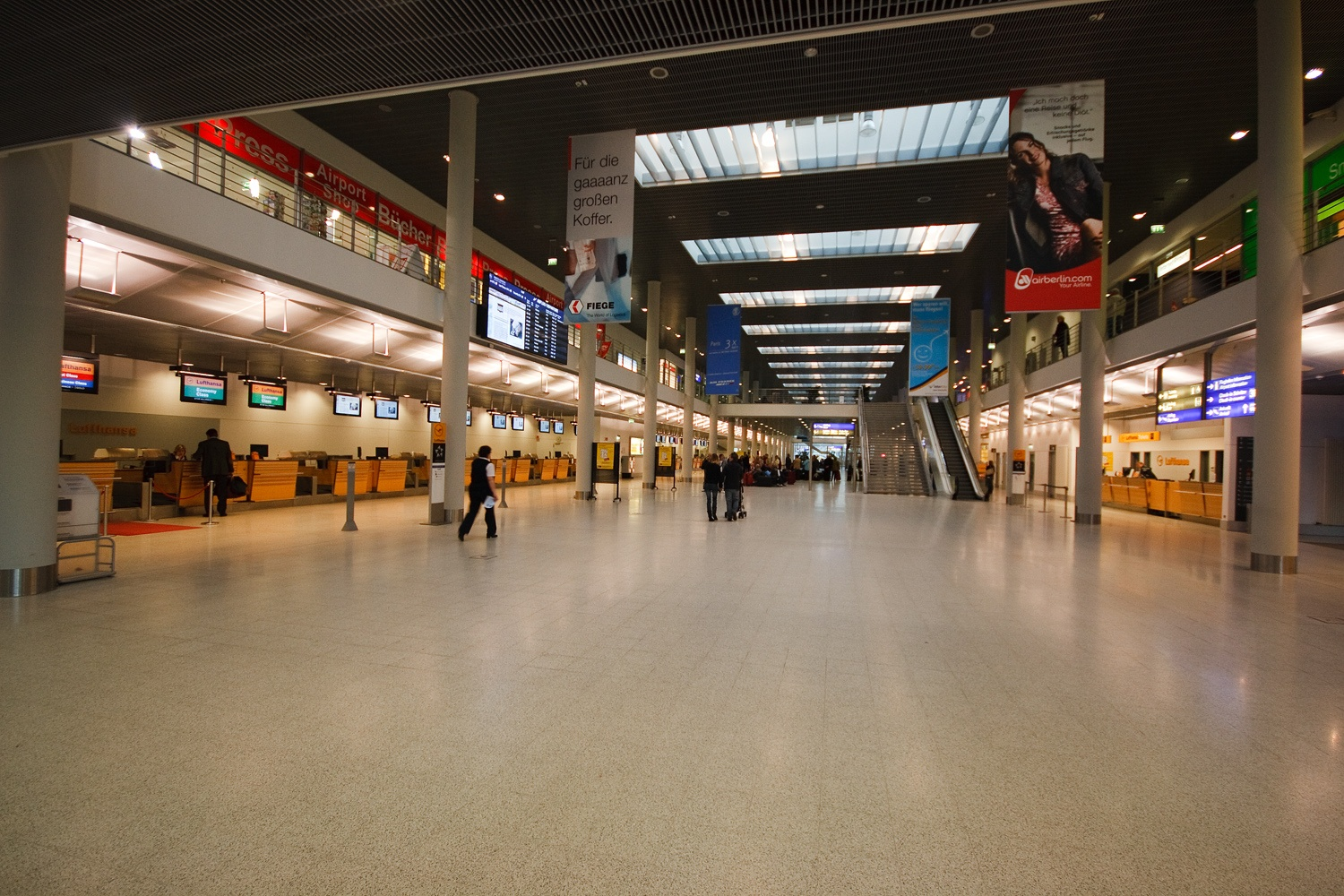
Зал ожидания

В аэропорту в основном обслуживаются европейские туристические направления. В Германии обслуживаются аэропорты Мюнхена и Франкфурта.

## Пассажиропоток
Данные из запроса в Викиданные.